# オールトの雲 (アルバム)
『オールトの雲』（オールトのくも）は、柴田淳の1枚目のスタジオ・アルバム。2002年3月20日にDreamusicから発売された。
（規格品番はMUCD-1053）

## 概要
- 収録曲の『夜の海に立ち…』は、シングル『それでも来た道』に弾き語りバージョンで収録されている。

- NSPの元メンバーで、ASKAの『はじまりはいつも雨』や工藤静香など数多くのアーティストの編曲をしている澤近泰輔がアレンジを担当している。
- 初回盤のみ36ページの特製ブックレット仕様。通常盤のブックレットに比べ、柴田淳の写真ページが多く掲載され、CDケースも通常のものより数ミリ厚めのワイドケース仕様となっている。しかし、初回盤CDパッケージには「初回盤」との記載はどこにもなく、発売から半年以上経過しても初回盤が流通していたため、初回盤と判別されずに販売されているケースがある。

## 収録曲
| 全作詞・作曲: 柴田淳、全編曲: 澤近泰輔（特記以外）。 |                                                                                 |        |            |        |
| #                                                    | タイトル                                                                        | 作詞   | 作曲・編曲 | 編曲   |
| 1.                                                   | 「なんかいいことないかな」                                                      | 柴田淳 | 柴田淳     |        |
| 2.                                                   | 「ぼくの味方」(1枚目のシングル)                                                 | 柴田淳 | 柴田淳     |        |
| 3.                                                   | 「変身」(2枚目のシングル「それでも来た道」カップリング)                         | 柴田淳 | 柴田淳     |        |
| 4.                                                   | 「一緒に帰ろう」                                                                | 柴田淳 | 柴田淳     |        |
| 5.                                                   | 「夜の海に立ち…」                                                               | 柴田淳 | 柴田淳     |        |
| 6.                                                   | 「帰り道」(1枚目のシングル「ぼくの味方」カップリング)                           | 柴田淳 | 柴田淳     |        |
| 7.                                                   | 「ほんのちょっと」                                                              | 柴田淳 | 柴田淳     |        |
| 8.                                                   | 「星の余韻」                                                                    | 柴田淳 | 柴田淳     |        |
| 9.                                                   | 「透き通る月～弾き語り～」                                                      | 柴田淳 | 柴田淳     | 柴田淳 |
| 10.                                                  | 「それでも来た道」(2枚目のシングル、サンテレビ「Music B.B.」エンディングテーマ) | 柴田淳 | 柴田淳     |        |